# Le Rhône (moteur)
Pour les articles homonymes, voir Rhône (homonymie).

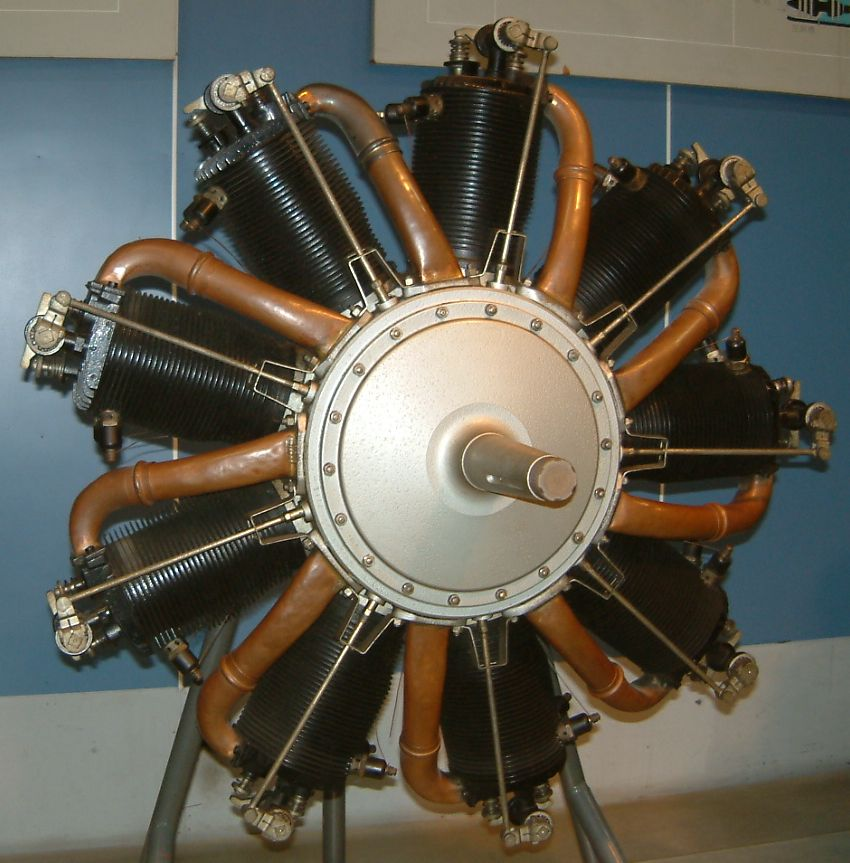
Moteur Le Rhône 9C de 80 ch.

Le Rhône était un moteur rotatif produit en France par la société Gnome et Rhône en 1916. Il a équipé de nombreux avions de la Première Guerre mondiale.
Bien que peu puissant, la version la plus puissante durant la guerre développait 130 ch (97 kW), c'était un moteur rotatif fiable. Le Rhône 9 était un développement du Le Rhône 7, un moteur à sept cylindres.

## Production
La société Gnome et Rhône a racheté la Société des moteurs Le Rhône en 1914, et produit le moteur Le Rhône. Il a également été fabriqué en Allemagne (par Motorenfabrik Oberursel), en Autriche, au Royaume-Uni (par Daimler), dans l’Empire russe et en Suède.
Les moteurs Le Rhône 80 ch (60 kW) ont été fabriqués sous licence aux États-Unis par Union Switch and signal of Pennsylvanie. Le moteur rotatif Oberursel UR.II de 110 ch (82 kW) utilisé par l'Allemagne durant la Première Guerre mondiale, dans des célèbres chasseurs tels que le triplan Fokker Dr.I, était une copie proche du 9J de 110 ch.

## Variantes
données provenant de : Moteurs de Légende de Gustave Hartmann.
Le Rhône Type 7A
(1910) 50 hp (37 kW), moteur rotatif à 7 cylindres - 20 exemplaires construits pour les Borel monoplanes et les biplanes Sommer.
Le Rhône Type 7B
(1911) 50 hp (37 kW), moteur rotatif à 7 cylindres - 35 moteurs prototypes construits.
Le Rhône Type 7B2
(1912) 60 hp (44.7 kW), moteur rotatif à 7 cylindres - 350 exemplaires construits par la Société Moteurs le Rhône.
Le Rhône Type 9C
(1916) 80 hp (60 kW), moteur rotatif à 9 cylindres.
Le Rhône Type 9J
(1913) 110 hp (82 kW), moteur rotatif à 9 cylindres.
Le Rhône Type 9Ja
(1915) 110 hp (82 kW), moteur rotatif à 9 cylindres.
Le Rhône Type 9Jb
(1916) 120 hp (89.5 kW), moteur rotatif à 9 cylindres.
Le Rhône Type 9Jby
(1916) 130 hp (97 kW), moteur rotatif à 9 cylindres.
Le Rhône Type 9R
(1916) 170 hp (127 kW), moteur rotatif à 9 cylindres.
Le Rhône 14D
(1912) moteur rotatif en double étoile, deux rangées de 7 cylindres tournant autour d'un vilebrequin à 2 manetons.
Le Rhône 18E
(1917) moteur rotatif en double étoile, deux rangées de 9 cylindres tournant autour d'un vilebrequin à 2 manetons.
Le Rhône 28E
(1918) moteur rotatif en quadruple étoile, 4 rangées de 7 cylindres tournant autour d'un vilebrequin à 4 manetons.
Le Rhône 11F
(1913) moteur rotatif à 11 cylindres.
Le Rhône 9Z
(1920) moteur rotatif à 9 cylindres.
Le Rhône K
(1916) moteur prototype rotatif à 9 cylindres.
Le Rhône L
(1916) moteur prototype rotatif à 9 cylindres.
Le Rhône M
(1917) moteur prototype rotatif à 9 cylindres.
Le Rhône P
(1917) moteur prototype rotatif à 9 cylindres.
Le Rhône R
(1917) moteur prototype rotatif à 9 cylindres.

### La copie d'Oberursel
Oberursel a produit le modèle de 110 ch, soi-disant sans autorisation en Allemagne. Le moteur Oberursel Ur.II était une stricte copie du Le Rhône, mais le moteur Le Rhône était préféré à l'Oberursel en raison des matériaux de qualité utilisés dans le produit français. Cependant, en juillet 1918, en Allemagne, il y avait une pénurie d'huile de ricin, un lubrifiant d'origine végétale nécessaire pour les moteurs rotatifs, car il ne pouvait pas être facilement dissous dans le carburant, et parce qu'il possédait des qualités de lubrification supérieures aux huiles minérales de l'époque. Un nouveau lubrifiant à base de Voltol, dérivé de l'huile minérale, lui a été substitué et a été blâmé pour une vague de pannes des moteurs rotatifs des chasseurs allemands tels que le Fokker E.V qui était propulsé par l’Oberursel Ur.II. Il a été dit que, sans les lubrifiants appropriés, le moteur rotatif Le Rhône auraient été tout aussi sujet à des défaillances.

## Applications

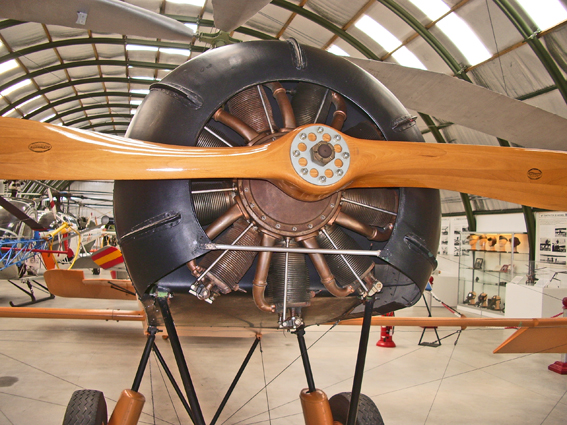
Moteur Le Rhône 9J monté sur la face avant d'une réplique du La Cierva C-6 autogire, visible au "Museo del Aire", Cuatro Vientos, à Madrid en Espagne.

- Airco DH.5
- Avro 504
- Bristol M.1
- Bristol Scout
- Caudron G.3
- Caudron G.4
- Hanriot HD.1
- La Cierva C-6, autogire, 1924
- Macchi M.14
- Morane-Saulnier N
- Nieuport 11 "Bebe"
- Nieuport 17
- Nieuport 27
- Sopwith Camel
- Sopwith Pup
- Standard E-1
- Thomas-Morse S-4C
- Fokker Dr.I
- Mosca MB 2 bis

## Caractéristiques (Le Rhône 9J)[1]
Caractéristiques générales
- Type: moteur rotatif à 9 cylindres en étoile
- Alésage : 112 mm
- Course : 170 mm
- Cylindrée : 15,07 L
- Masse à sec : 149 kg

Composants

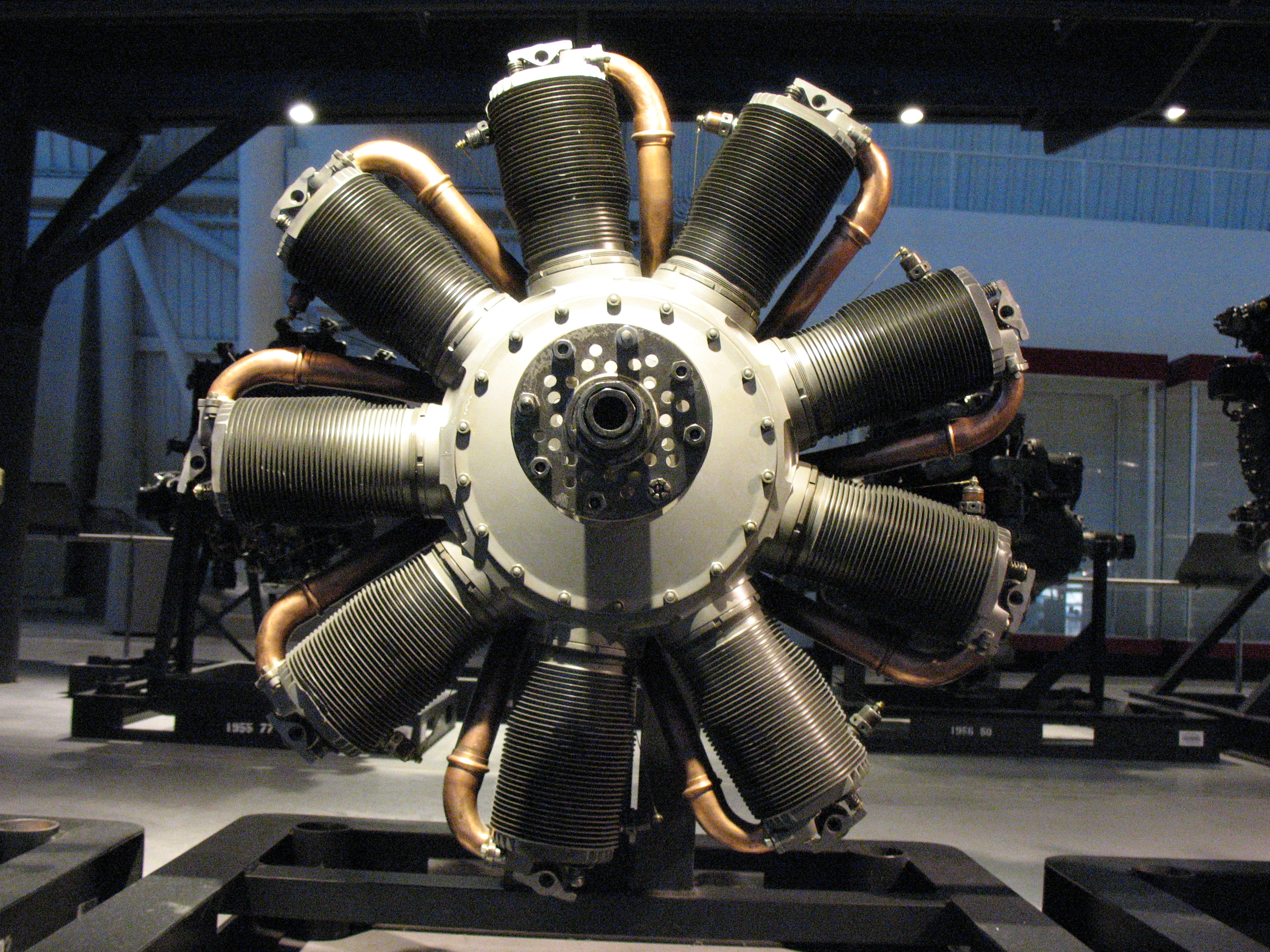
Vue d'ensemble du Le Rhône Modèle J

- Système de distribution : deux soupapes par cylindres, actionnées par came, tige et culbuteur unique
- Système de lubrification : huile de ricin, système à huile perdue
- Système de refroidissement : par air

Performances
- Puissance développée : 110 ch (82 kW)
- Régime maximum : 1 200 tr/min